# Johann Friedrich von Meyer
Pour les articles homonymes, voir Meyer.
Johann Friedrich von Meyer (Francfort, 12 septembre 1772 - 28 janvier 1849) avocat, Intendant du théâtre de Francfort et contemporain de Goethe dont il a créé certaines pièces, c'est un théologien allemand, l'un des représentants éminents de la théosophie européenne de langue allemande. Il est connu aussi sous le nom de « Bibel-Meyer », en raison de sa traduction de la bible parue en 1819. 
Dans le système théosophique de ce Naturphilosoph, la Bible et la Nature constituent les deux colonnes essentielles d'un temple sur lequel trône le delta lumineux de l'Esprit divin. Meyer, tout au long de ses publications, élabore un système symbolique et ésotérique dans lequel les mythes de l'unité primordiale, de la chute et de la réintégration s'insèrent dans une typologie qui s'ouvre sur une vaste perspective hermésienne: dans une quête inlassable de la vérité, alchimie, Kabbale, astrologie, magnétisme et prophétisme apocalyptique en constituent l'ossature traditionnelle. Cosmogonie, cosmologie et eschatologie y sont cimentées par une christosophie profonde qui fait de Meyer un théosophe au système complet et achevé. 